# Bretea Română
Bretea Română (en hongrois : Oláhbrettye, en allemand : Brettendorf) est une commune du Județ de Hunedoara en Transylvanie, (Roumanie).